# Mi hermana la Nena
Mi hermana la Nena fue una telenovela mexicana producida por Valentín Pimstein para la cadena Televisa en 1976, dirigida por Rafael Banquells, original de Estela Calderón. Protagonizada por Saby Kamalich, Jorge Lavat y como la villana principal Yolanda Mérida.

## Sinopsis
La Nena, hermana mayor de los huérfanos Guzmán, hace imposible la vida de su hermana Silvia sin que ella lo sepa

## Reparto
- Saby Kamalich - Silvia Guzmán / Geny Grimaldi
- Jorge Lavat - Jorge
- Yolanda Merida - Paulina Guzmán 'La Nena'
- Raúl Ramírez - Guillermo
- Blanca Sánchez - Regina
- Lorenzo de Rodas - Dr. Castro
- Rocío Banquells - Mónica
- Juan Antonio Edwards - Julio
- Bárbara Gil - María
- Roxana Saucedo - Luisita
- Estella Chacon - Estela
- Graciela Orozco - Catalina
- Janine Maldonado
- Patricia Myers
- Ricardo Cortés - Dick
- Salvador Julian - José Antonio
- Marina Marín

- Datos: Q97125905